# ويليام كوبر الكسندر
ويليام كوبر الكسندر هو محامي وسياسي أمريكي، ولد في 20 مايو 1806 في مقاطعة برينس إدورد في الولايات المتحدة، وتوفي في 23 أغسطس 1874 في نيويورك في الولايات المتحدة. نشط حزبياً في الحزب الديمقراطي. وقد انتخب عضو مجلس ولاية نيوجيرسي ‏ وانتخب عضو جمعية نيوجيرسي العامة ‏.